# Israel in Egypt
Israel in Egypt (Israel a Egipte, HWV 54) és un oratori bíblic del compositor Georg Friedrich Händel. Molts historiadors creuen que el llibret va ser recopilat per Charles Jennens, col·laborador de Händel. Va ser compost completament a partir de passatges seleccionats de La Bíblia, principalment de l' "Èxode" i del "Llibre dels Salms".
L'obra va ser estrenada a Londres, en el King's Theatre de Haymarket el 4 d'abril de 1739. Händel el va començar poc després de la cancel·lació de la temporada d'òpera a causa de la manca de subscriptors. L'oratori no va ser ben rebut pel públic, encara que va ser elogiat pel Daily Post, i la segona representació va ser escurçada. Actualment, la part coral principal es va augmentar amb àries italianes.

## Context històric

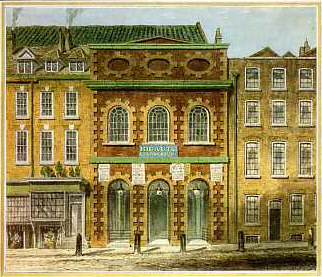
The Kings Theatre de Londres, en el Haymarket, on es va estrenar Israel in Egypt

Handel era resident de Londres des de feia temps i havia tingut un gran èxit com a compositor d'òperes italianes. No obstant això, el 1733, una companyia rival d'òpera, Opera of the Nobility, havia dividit l'audiència de l'òpera italiana a Londres. No hi va haver prou suport per a dues companyies d'òpera italianes i Händel va començar a trobar nous públics a través dels oratoris i altres obres corals en anglès. Un altre oratori de Handel Saul, amb text de Charles Jennens, va ser presentat al King's Theatre el gener de 1739, i en la mateixa temporada Händel va compondre Israel in Egypt; va escriure la música en un mes, entre l'1 d'octubre i l'1 de novembre de 1738. Israel in Egypt és un dels dos oratoris de Handel amb un text compilat a partir de versos de la Bíblia; l'altre és El Messies. El llibretista d'Israel in Egypt és desconegut, però la majoria dels estudiosos creuen que Charles Jennens va recopilar els dos textos. Israel in Egypt i El Messies també comparteixen la característica inusual entre els oratoris de Händel, a diferència dels altres, en que no disposen de personatges destacats cantant diàlegs i representant un drama no mostrat i, en canvi, contenen molts cors amb textos bíblics.
L'obra posa èmfasi en el cor molt més que les obres anteriors de Handel que van ser dissenyades, com aquesta, per atraure públic pagant a una empresa comercial en un teatre de propietat privada. En aquell moment, les audiències londinenques no estaven acostumades a peces corals tan extenses presentades com un entreteniment comercial i, potser, especialment en la durada del cor de la mort de Josep –adaptat de l'obertura de trenta minuts de l'himne funerari de la reina morta recentment–, va contribuir al fracàs de Israel in Egypt en la seva primera representació. Handel va revisar ràpidament l'obra, va ometre la secció inicial amb les "Lamentacions" i va afegir àries dins l'estil italià, del tipus que el públic de l'època esperava escoltar i en gaudia. Israel in Egypt fou molt popular al segle xix entre les societats corals. Actualment, moltes representacions de l'obra fan servir la versió original en tres parts.

## Música reutilitzada
| Enregistrament de 1888 d' Israel a Egipte |
| |
| Enregistrament per George Gouraud en el Crystal Palace Handel Festival del 29 de juny de 1888. Fins fa poc aquest va ser el primer enregistrament conegut. |
| |

D'acord amb la seva manera de fer habitual, a Israel in Egypt Händel també va reciclar música de les seves pròpies composicions i també va fer un ús intensiu de la paròdia musical, amb una reinterpretació de la música d'altres compositors. Per a la part inicial, Handel va tornar a reescriure lleugerament el seu himne fúnebre de 1737 a la reina Caroline, "The Ways of Zion do Mourn", i va adaptar dues de les seves fugues per a teclat, un cor del seu Dixit Dominus i una ària d'un dels seus Himnes de Chandos (Chandos Anthems). D'Alessandro Stradella incorporà la serenata nupcial Qual prodigio é ch’io miri; Handel va agafar la música pels seus cors de "plague", "He spake the word,” “He gave them hailstones,” “But as for his people/He led them,” i “And believed the Lord,” així com el cor “The people shall hear/All th’inhabitants of Canaan.” de la segona part. A partir d'un Magnificat de Dionigi Erba, Händel va prendre la major part o una gran part de la música per a “He rebuked the Red Sea,” “The Lord is my Strength,” “He is my God,” “The Lord is a Man of War,” “The depths have covered them/Thy right Hand, o Lord,” “Thou sentest forth thy wrath,” “And with the blast of thy nostrils,” “Who is like unto Thee,” i “Thou in thy mercy.” Altres compositors que Händel va parodiar a Israel in Egypt van ser Jean-Philippe Rameau, Johann Caspar Kerll, Francesco Antonio Urio, Nicolaus Adam Strungk i Friedrich Wilhelm Zachow.

## Estructura

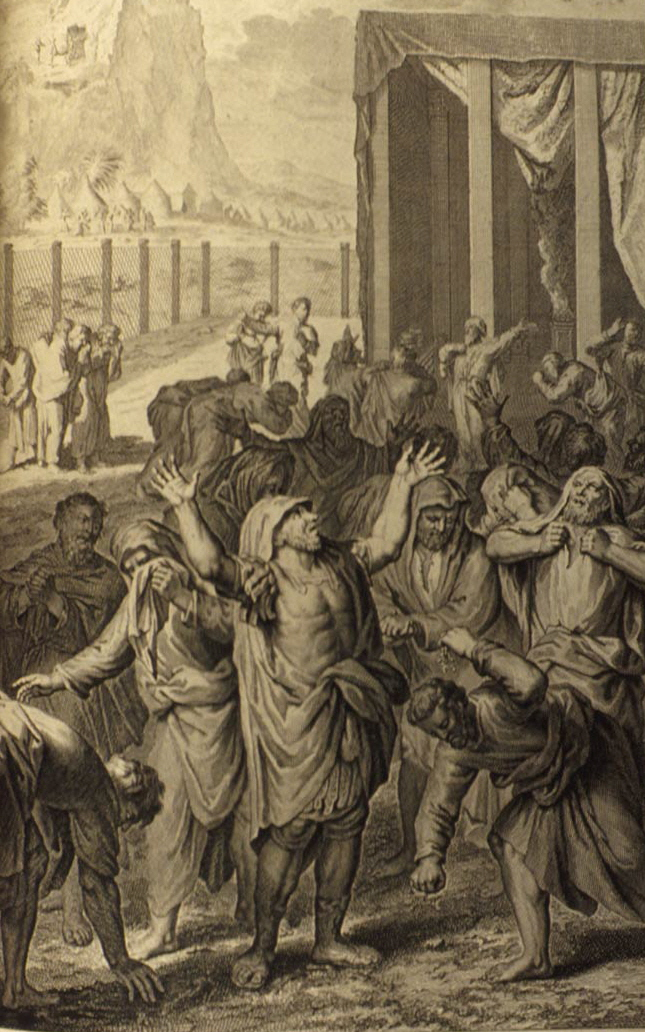
Els israelites ploren, a partir d'una bíblia il·lustrada de 1728

Una primera versió de la peça tenia tres parts, en lloc de les dues parts que va tenir posteriorment. Inicialment, incorporava la famosa "The ways of Zion do Mourn" ("Els camins de Sion estan de dol"), amb alteracions de text com "The Sons of Israel do Mourn" (Els fills d'Israel estan de dol) lamentant la mort de Josep. Aquesta secció precedeix a l'Èxode que en la versió tripartida és la segona part en lloc de la primera. Aquesta variant ha estat enregistrada per Andrew Parrott i Stephen Cleobury.

### Part I
Els israelites ploren la mort de Josep, israelita i conseller favorit del faraó, rei d'Egipte. La primera part inclou els cors 'The Sons of Israel Do Mourn' ("Els fills d'Israel es lamenten") i 'How is the Mighty Fallen' ("Com és el poderós caigut").

### Part II
S'anuncia que un nou faraó ha arribat al tron que no mira amb afecte els israelites. Déu escull a Moisès per conduir el seu poble fora de l'esclavitud. Una sèrie de plagues cau sobre Egipte: els rius es converteixen en sang; una plaga de granotes afecta la terra; el bestiar egipci agafa una malaltia i mor; taques i butllofes surten a la pell del bestiar i de la gent; les mosques i els polls brollen per tot arreu; apareixen llagostes i destrueixen tots els cultius; pedregades per tot país; arriba una foscor palpable; i, finalment, els fills grans de tots els egipcis són morts. El nou governador d'Egipte es compromet a deixar sortir als israelites, però posteriorment canvia d'idea i els persegueix. Miraculosament, el mar Roig es divideix per permetre que els israelites el creuin amb seguretat, però quan els perseguidors tracten de creuar-lo, les aigües els envolten i s'ofeguen.

### Part III
Els israelites celebren el seu alliberament. Una tercera part inclou una sèrie de cors alegres, que conclouen amb una soprano solista i un cor que proclama que "el Senyor regnarà per sempre" ('the Lord shall reign for ever and ever') i "El cavall i el seu genet han llançat al mar" ('the horse and his rider hath he thrown into the sea').